# Pasiraman Lor
Pasiraman Lor is een bestuurslaag in het regentschap Banyumas van de provincie Midden-Java, Indonesië. Pasiraman Lor telt 2149 inwoners (volkstelling 2010).